# Giải vô địch bóng đá châu Âu 1972
Giải vô địch bóng đá châu Âu 1972 (UEFA Euro 1972) là giải vô địch bóng đá châu Âu lần thứ tư do UEFA tổ chức 4 năm một lần. Vòng chung kết diễn ra tại Bỉ từ ngày 14 đến ngày 18 tháng 6 năm 1972. Tại giải, đội tuyển Tây Đức giành chức vô địch châu Âu đầu tiên của mình. Với việc giành thêm chức vô địch thế giới hai năm sau đó tại World Cup 1974, đội Tây Đức trở thành tuyển quốc gia đầu tiên đồng thời giữ hai danh hiệu Đương kim vô địch châu Âu và vô địch thế giới.

## Các sân vận động
| Bruxelles               | Bruxelles                | Liège                         |
| ----------------------- | ------------------------ | ----------------------------- |
| Sân vận động Heysel     | Sân vận động Émile Versé | Sân vận động Maurice Dufrasne |
| Sức chứa: 75.000        | Sức chứa: 30.000         | Sức chứa: 35.000              |
|                         |                          |                               |
| BruxellesLiègeAntwerpen | BruxellesLiègeAntwerpen  | Antwerpen                     |
| BruxellesLiègeAntwerpen | BruxellesLiègeAntwerpen  | Sân vận động Bosuil           |
| BruxellesLiègeAntwerpen | BruxellesLiègeAntwerpen  | Sức chứa: 60.000              |
| BruxellesLiègeAntwerpen | BruxellesLiègeAntwerpen  |                               |

## Vòng loại

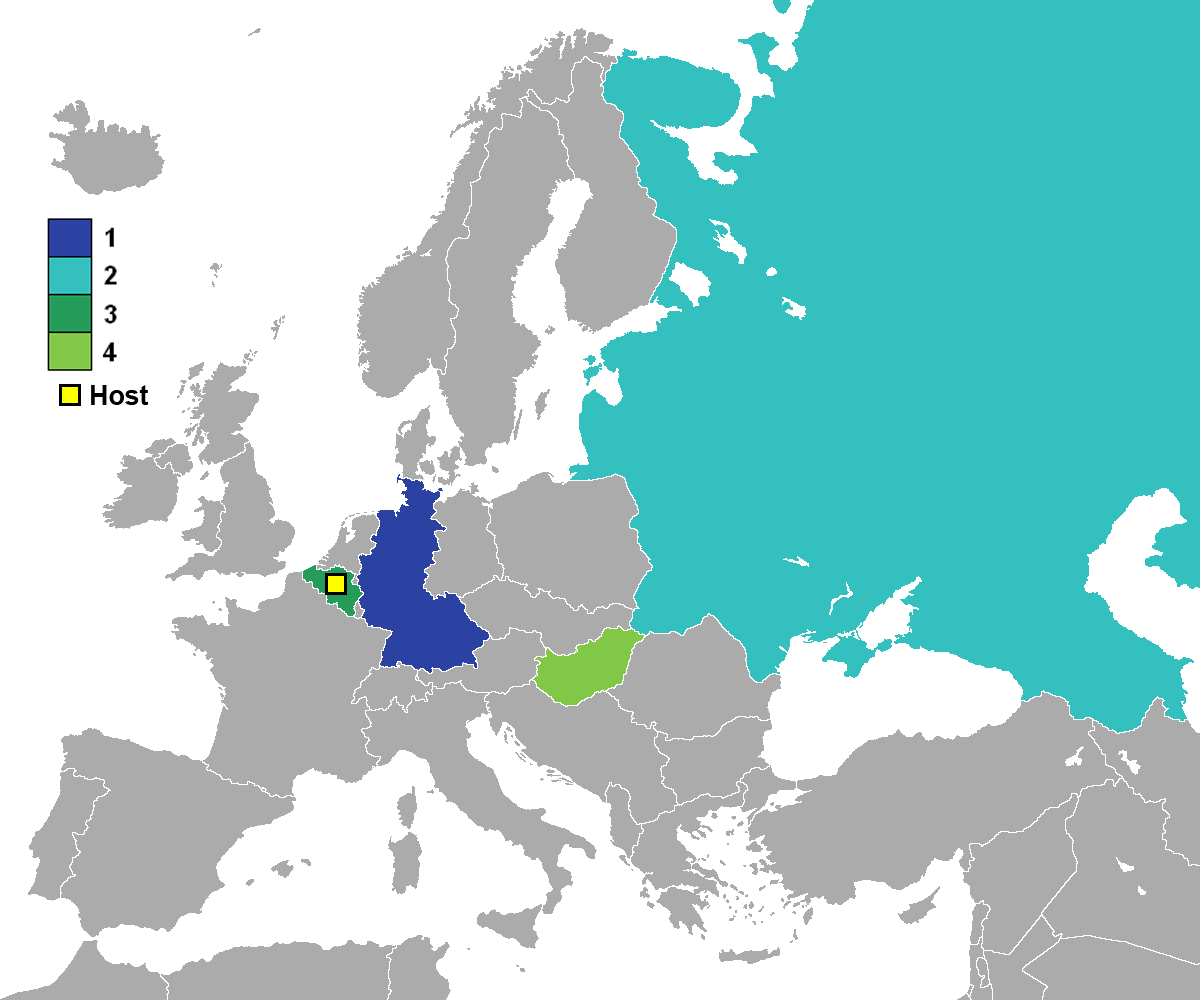
Các quốc gia lọt vào vòng chung kết Euro 1972

Vòng loại Euro 1972 được chia làm hai giai đoạn: Ở giai đoạn đầu tiên, 32 đội bóng được chia thành 8 bảng, thi đấu theo thể thức sân nhà-sân khách, vòng tròn hai lượt tính điểm, lấy một đội đầu bảng vào vòng tứ kết. Tám quốc gia này sẽ lại được bốc thăm phân cặp, thi đấu loại trực tiếp hai lượt trận đi và về, lấy bốn đội mạnh nhất đi dự vòng chung kết.
Các quốc gia vượt qua vòng loại lần này gồm:
| Đội tuyển | Số lần tham dự trước đây |
| --------- | ------------------------ |
| Bỉ        | Lần đầu                  |
| Tây Đức   | Lần đầu                  |
| Hungary   | 1 (1964)                 |
| Liên Xô   | 3 (1960, 1964, 1968)     |

Đội tuyển Liên Xô lần thứ tư liên tiếp có mặt tại vòng chung kết của giải.

## Vòng chung kết
|  | Bán kết                              | Bán kết |                                 |   | Chung kết | Chung kết |
|  |                                      |         |                                 |   |           |           |
|  | 14 tháng 6 – Antwerpen               |         |                                 |   |           |           |
|  |                                      |         |                                 |   |           |           |
|  | Bỉ                                   | 1       |                                 |   |           |           |
|  | Bỉ                                   | 1       | 18 tháng 6 – Bruxelles (Heysel) |   |           |           |
|  | Tây Đức                              | 2       |                                 |   |           |           |
|  | Tây Đức                              | 2       | Tây Đức                         | 3 |           |           |
|  | 14 tháng 6 - Bruxelles (Émile Versé) |         | Tây Đức                         | 3 |           |           |
|  |                                      | Liên Xô | 0                               |   |           |           |
|  | Hungary                              | Liên Xô | 0                               | 0 |           |           |
|  | Hungary                              |         |                                 | 0 |           |           |
|  | Liên Xô                              | 1       |                                 |   |           |           |
|  | Liên Xô                              | 1       | Tranh hạng ba                   |   |           |           |
|  |                                      |         |                                 |   |           |           |
|  | 17 tháng 6 - Liège                   |         |                                 |   |           |           |
|  |                                      |         |                                 |   |           |           |
|  | Bỉ                                   | 2       |                                 |   |           |           |
|  | Bỉ                                   | 2       |                                 |   |           |           |
|  | Hungary                              | 1       |                                 |   |           |           |

### Bán kết
| Bỉ            | 1–2      | Tây Đức         |
| ------------- | -------- | --------------- |
| Polleunis 83' | Chi tiết | Müller 24', 71' |

| Hungary | 0–1      | Liên Xô    |
| ------- | -------- | ---------- |
|         | Chi tiết | Konkov 53' |

### Tranh hạng ba
| Hungary        | 1–2      | Bỉ                          |
| -------------- | -------- | --------------------------- |
| Kű 53' (ph.đ.) | Chi tiết | Lambert 24' · Van Himst 28' |

### Chung kết
| Tây Đức                      | 3–0      | Liên Xô |
| ---------------------------- | -------- | ------- |
| Müller 27', 58' · Wimmer 52' | Chi tiết |         |

## Cầu thủ ghi bàn
4 bàn
- Gerd Müller

1 bàn
- Raoul Lambert
- Odilon Polleunis
- Paul Van Himst
- Herbert Wimmer
- Lajos Kű
- Anatoliy Konkov

## Đội hình tiêu biểuLưu trữngày 22 tháng 1 năm 2009 tạiWayback Machine
| Thủ môn        | Hậu vệ                                                                 | Tiền vệ                                  | Tiền đạo                                |
| -------------- | ---------------------------------------------------------------------- | ---------------------------------------- | --------------------------------------- |
| Yevhen Rudakov | Revaz Dzodzuashvili Franz Beckenbauer Murtaz Khurtsilava Paul Breitner | Uli Hoeness Günter Netzer Herbert Wimmer | Raoul Lambert Jupp Heynckes Gerd Müller |

## Bảng xếp hạng giải đấu
| R | Đội     | Pld | W | D | L | GF | GA | GD | Pts |
| - | ------- | --- | - | - | - | -- | -- | -- | --- |
| 1 | Tây Đức | 2   | 2 | 0 | 0 | 5  | 1  | 4  | 4   |
| 2 | Liên Xô | 2   | 1 | 0 | 1 | 1  | 3  | -2 | 2   |
| 3 | Bỉ      | 2   | 1 | 0 | 1 | 3  | 3  | 0  | 2   |
| 4 | Hungary | 2   | 0 | 0 | 2 | 1  | 3  | -2 | 0   |